# Royal Rumble 2006

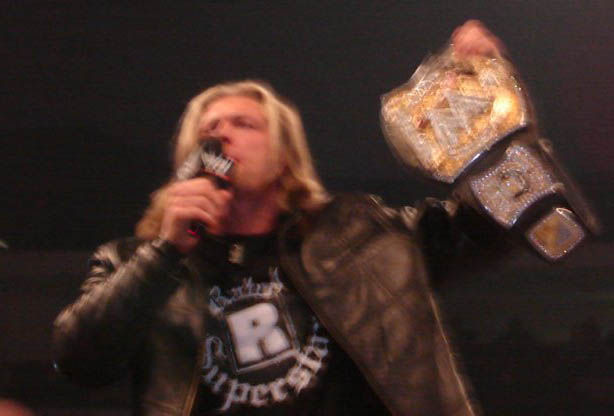
Edge com a campió de la WWE.

Royal Rumble (2006), va ser el dinovè esdeveniment anual de pagament per visió (PPV) Royal Rumble produït per la World Wrestling Entertainment (WWE). Va tenir lloc al American Airlines Arena de Miami, Florida el 29 de gener del 2006. Amb l'exclusiva participació de les marques Raw i SmackDown!.

## Resultats
(c) = campió.
- Gregory Helms derrotà Kid Kash (c), Funaki, Jamie Noble, Nunzio i Paul London (7:40)
- Mickie James derrotà Ashley (7:44)
- The Boogeyman derrotà JBL (amb Jillian Hall) (1:54)
- Rey Mysterio derrotà Randy Orton (1:02:12)
- John Cenaderrotà Edge (c) (amb Amy Dumas) (14:02)
- Kurt Angle (c) derrotà Mark Henry (amb Daivari) (9:29)